# Michigan left

Gestileerde weergave van een Michigan left in Grand Haven met de U.S. Route 31.

Een Michigan left (letterlijk: Michigan links) is een kruispunt waarbij links afslaand verkeer voorbij het kruispunt linksaf moet slaan en moet omkeren om dan rechtsaf te slaan. De naam komt van de Amerikaanse staat Michigan, waar het kruispunt veel is toegepast.

## Voorbeelden in Nederland
- In Zeist mag een weggebruiker, die vanuit De Bilt over de Utrechtseweg in Zeist rijdt, niet linksaf de Jordanlaan in. Hij moet deze voorbijrijden en dan keren.
- Een oplossing die vergelijkbaar is met een "halve" Michigan left, is te vinden in Ringbaan Oost in Tilburg. Wie daar in zuidelijke richting rijdt en naar de Dijksterhuisstraat wil, moet deze voorbijrijden en ter hoogte van de Enschotsestraat een doorsteek gebruiken, die speciaal daarom in de middenberm aangelegd is.[1] Soortgelijke constructies zijn in Tilburg vaker gebruikt. Zo lag In de Spoorlaan – toen die nog in twee richtingen bereden mocht worden – vlak voor de kruising met de Heuvelring een doorsteek voor kerend verkeer dat bijvoorbeeld vanuit de Magazijnstraat richting station wilde. Wie vanaf de Spoorlaan linksaf de Magazijnstraat in wilde, vond vlak voor de Willem II Straat een keermogelijkheid.

## Verkeersstromen
Ten minste een van de kruisende wegen heeft een middenberm. In veel gevallen is dit de hoofdweg. De verkeersstromen lopen als volgt:
- Een weggebruiker die vanaf de hoofdweg links af wil slaan, moet eerst het kruispunt voorbijrijden en dan via de middenberm omkeren en terugrijden naar het kruispunt. Daar slaat hij rechtsaf.
- Een weggebruiker die van de zijweg naar links de hoofdweg op wil, moet op het kruispunt rechtsaf de hoofdweg op. Daarna keert hij om en als het kruispunt weer wordt bereikt rijdt hij rechtdoor.

Een variant van de Michigan left is de superstreet. Hier is het voor de kleine weg niet mogelijk om rechtdoor over te steken, maar vanaf de hoofdweg is het wel gemakkelijker om af te slaan.

## Voor- en nadelen
De Michigan left heeft verschillende voordelen en nadelen. Onderzoek heeft aangetoond dat dit soort kruispunten een grote daling oplevert in het aantal botsingen waarbij links afslaand verkeer is betrokken. Ook het aantal botsingen door in- en uitvoegend verkeer neemt af, doordat de links afslaande bewegingen buiten het kruispunt plaatsvinden.
Ook wordt het aantal conflicterende verkeersstromen op het kruispunt verminderd. Bij verkeerslichten betekent dit dat er minder fases nodig zijn, waardoor het licht langer op groen staat. Hierdoor heeft een Michigan left een grotere capaciteit dan een gewoon kruispunt.
Een nadeel is echter de onbekendheid van veel automobilisten met het fenomeen. Veel automobilisten zijn niet gewend met rechts afslaan om daarna pas links af te slaan. Daardoor kan verwarring optreden. Een ander nadeel is dat enkele verkeersstromen elkaar kruisen, terwijl dit normaal niet gebeurt. Een voorbeeld zijn de links afslaande en rechtdoorgaande stromen vanaf de zijweg. Als deze verkeersstromen groot zijn, kan een Michigan left capaciteitsproblemen opleveren. Ten slotte is er ruimte nodig voor het omkeren. Daardoor neemt een Michigan left meer ruimte in beslag dan een gewoon kruispunt.